# Óscar González César
Óscar González César (* 9. November 1941 in México (Bundesstaat)) ist ein ehemaliger mexikanischer Botschafter.

## Leben
Óscar González César studierte an der UNAM Rechtswissenschaft, vergleichendes internationales Recht an der New York University und wurde Master und zum Doktor der Sozialwissenschaften an der UNAM promoviert.
Er trat Mitte der 1960er Jahre in den öffentlichen Dienst und wurde Anwärter in der Secretaría de Hacienda y Crédito Público und im Präsidialamt. 1977 war er Abteilungsleiter im Staatsbetrieb Combinado Industrial Sahagún im Bundesstaat Hidalgo.
Vom 1. August 1977 bis 16. März 1981 war er Botschafter in Algier, wo er auch bei den Regierungen von Tunesien und der Exilregierung der Demokratischen Arabischen Republik Sahara akkreditiert war.
Von 1981 bis 1982 war Óscar González César Stellvertreter von Porfirio Alejandro Muñoz Ledo y Lazo de la Vega als Vertreter der mexikanischen Regierung beim UN-Hauptquartier in New York City die die mexikanische Regierung besetzte ihren wechselnden Sitz im UN-Sicherheitsrat mit Óscar González César.
Er war Mitglied des Stadtrates der Comisión Nacional de Derechos Humanos, einer den Menschenrechten gewidmeten Nichtregierungsorganisation, Vorsitzender des Vereines Sin Fronteras, A. C. und der Academia Mexicana de Derechos Humanos. Er war Koordinator des Comité Promotor del Foro Social Mundial en México und des Ausschusses für die Förderung des Weltsozialforums in Mexiko.
Für sein poetisches Werk wurde er mit dem “Sor Juana Inés de la Cruz” ausgezeichnet.
Er lehrte und forschte zu Menschenrechten an der UNAM.

## Essays
- Principios del panamericanismo; esquema para un estudio filosófico-jurídico. Tesis México, D. F, ed dela, 1964 114p UNAM FD.
- Intervención en la reunión de expertos gubernamentales sobre la cooperación para evitar nuevas corrientes de refugiados. Nueva York, Organización de las Naciones Unidas. 6 de abril de 1984.

## Poetisches Werk
- Tiempo Adentro
- Hoguera sobre el Agua
- Daguerrotipos[2]

| Vorgänger              | Amt                                                                  | Nachfolger                        |
| ---------------------- | -------------------------------------------------------------------- | --------------------------------- |
| Ernesto Madero Vázquez | mexikanischer Botschafter in Algier 1. August 1977 bis 16. März 1981 | Roberto Diego del Corral González |